# Profession
Profession är inom samhällsvetenskaperna en beteckning på en yrkesgrupp med vissa gemensamma drag. Bland dessa drag finns avgränsning mot andra yrkesgrupper, förfogande över särskild kunskap, arbetsuppgifter som innehåller unika eller varierande moment, självständighet i yrkesutövningen och en särskild yrkeskodex. I början av 1900-talet användes "profession" i stort sett för de tre lärda professionerna: präster, jurister och läkare, ibland med tillägg av det militära yrket. I dag omfattas fler yrken, hur många är dock oklart eftersom professioners kännetecken skiljer sig åt mellan olika forskare.
År 1933 utkom The Professions av Alexander Morris Carr-Saunders och P.A. Wilson. Författarna förde fram att ett stort antal yrkesgrupper i det engelska samhället börjat anta drag från de yrken som tidigare varit ensamma om att kallas professioner: präster, jurister och läkare. Denna bok anses som startpunkten för professionsforskningen. Den tidiga forskningen hade ett harmoniperspektiv där professionerna förutsattes ha en positiv roll för samhällsutvecklingen. Forskningen idag studerar främst professioner ur  relations-, samhälls- och konfliktperspektiv. 
Definitionerna på vad som kännetecknar en profession har varierat med olika forskare. Inga Hellberg lyfter fram några:
- Stängning, det vill säga avgränsning mot andra yrkesgrupper. Stängningen avser att definiera det område där den egna professionen har starkast inflytande och att avgränsa sig mot andra grupper med lägre status. Stängning har också en form där syftet är att utvidga det egna yrkesområdet åt något håll, till exempel mot områden med högre status.
- Institutionaliserad kunskap. Varje yrke har sin unika kunskap. Professioner kännetecknas av att de mer än andra yrken använder sin kunskap för att definiera vem som tillhör och inte tillhör gruppen. Professioner kan ofta monopolisera kunskap genom att det bara är möjligt att skaffa kunskapen i slutna institutioner som är kontrollerade av medlemmar i professionen. Den specifika kunskapen används också som en förutsättning för att få vissa yrkesuppgifter. Ibland kan kunskapen vara en förutsättning för en yrkeslicens.
- Anspråk på diskretion i arbetslivet. Diskretion i detta sammanhang betyder ungefär möjligheten till självbestämmande i yrket. I detta ligger att arbetet är sådant som inte kan rutiniseras eller automatiseras eftersom det innehåller unika och varierande moment som inte är förutsägbara. Den som arbetar i en profession kräver därför att få besluta och handla utan annan styrning än det egna omdömet. I detta ligger också att den som inte hör till professionen, till exempel en patient, underordnar sig den professionelle. [1]

Karin Winroth påpekar att kännetecknen varierat över tid och mellan olika forskare. Hon nämner kvalificerad tjänsteproduktion, avancerad teoretisk vetenskaplig utbildningsgrund, klientrelation till uppdragsgivaren, skråliknande organisation, yrkeslegitimation, intern kontroll av kvalifikationsvillkor och yrkeskodex, yrkesnormer, självständighet i yrkesutövningen och elitställning på arbetsmarknaden. Winroth lyfter särskilt fram självständigheten i yrkesutövningen som något med flera aspekter. En av dessa aspekter är diskretion, att personen ska vara fri att göra bedömningar med allt vad det innebär. En annan aspekt är att kontroll av professionella utövas genom social kontroll. En professionell socialiseras in i en profession, vilket innebär att han eller hon inte bara lär sig fackkunskap utan också vilka förväntningar som ställs på en representant för professionen. 
Kännetecknen på professioner kan också ses som medel för professionen att behålla sin makt i samhället och att om möjligt förstärka den, även när professionen borde ha förlorat den. 